# Aviación en 2008
Esta es una lista de los eventos relacionados con la aviación (tanto comerciales como militares) que ocurrieron en 2008.

## Eventos del año

### Enero
- 4 de enero: un Transaven Let L-410 Turbolet se estrella cerca del archipiélago de Los Roques frente a las costas Venezolanas, matando a las 14 personas a bordo de la aeronave.[1]
- 12 de enero: un helicóptero Mil Mi-17 del ejército macedonio se estrella en medio de una espesa niebla al sureste de Skopje (Macedonia del norte), matando a los 11 militares a bordo de la aeronave.[2]
- 13 de enero: Suspendido bajo 600 globos de fiesta llenos de helio de colores brillantes, el sacerdote brasileño Adelir Antonio de Carli despega de Ampère, Brasil, y alcanza una altitud de 5,3 m (17,4 pies), antes de aterrizar de manera segura en San Antonio, Argentina, después de un vuelo de cuatro horas.[3]
- 16 de enero: el gobierno de Serbia intenta sin éxito privatizar Jat Airways (actualmente Air Serbia) ofreciendo a la venta el 51% de sus acciones. Posteriormente la oferta se cancela por falta de compradores interesados.
- 17 de enero: el vuelo 38 de British Airways, un Boeing 777-236ER con 152 personas a bordo, aterrizo cerca de la pista del aeropuerto Heathrow de Londres. 46 personas de las cuales nueve reciben tratamiento médico- sufren heridas leves, pero no hay víctimas mortales.[4] El avión se convierte en el primer Boeing 777 que se da de baja.
- 19 de enero: un Gira Globo Aeronáutica Beechcraft B200 Super King Air al acercarse al aeropuerto de Huambo en Huambo, Angola, en condiciones de lluvia y niebla se estrella contra una montaña cerca de Bailundo, matando a las 13 personas a bordo de la aeronave.[5]
- 23 de enero: un EADS CASA C-295 M de la Fuerza Aérea Polaca se estrella cerca de Mirosławiec, matando a 20 oficiales de la Fuerza Aérea Polaca a bordo, incluido el general de brigada Andrzej Andrzejewski.[6]
- 29 de enero: un ataque con misiles lanzado por un vehículo aéreo no tripulado estadounidense en Waziristán del Norte, Pakistán, mata a 13 personas. El líder de Al Qaeda, Abu Laith al-Libi, se encuentra entre los muertos.[7]

### Febrero
- 1 de febrero: Mauricio Delfampeonato Sudamericano de Vuelo sin motor gana el 1er Cr FAI y el 55º Campeonato Nacional de Vuelo sin motor de Argentina en Adolfo Gonzales Chaves en clase abierta mixta, 18 m, 15 m y estándar,[8] y Carlos Adrover se convierte en Campeón Sudamericano de Clase Club.[9]
- 3 de febrero: Silver State Helicopters cesa sus operaciones y se declara en quiebra. En el momento del cierre, Silver State operaba 194 helicópteros de sus 34 escuelas de vuelo.[10]
- 8 de febrero: el vuelo 2279 de Eagle Airways, un BAe Jetstream 32, es secuestrado diez minutos después de despegar de Blenheim, Nueva Zelanda, por un pasajero que atacó a ambos pilotos. El copiloto finalmente detiene al secuestrador y el vuelo aterriza de manera segura en Christchurch. Las nueve personas a bordo sobrevivieron al incidente.[11]
- 14 de febrero: el vuelo 1834 de Belavia, un Bombardier CRJ200, golpea su ala izquierda en la pista mientras despegaba de Ereván, Armenia. Las 21 personas a bordo escapan del avión antes de que estalle en llamas.[12]
- 21 de febrero: el vuelo 518 de Santa Bárbara Airlines, un ATR 42-300, se estrella poco después de despegar de Mérida, Venezuela, matando a las 46 personas a bordo.[13]
- 23 de febrero: un bombardero B-2 Spirit de la Fuerza Aérea de los Estados Unidos se estrella poco después del despegue de la Base de la Fuerza Aérea Andersen en Guam. Ambos pilotos salen disparados del avión antes de que se estrelle.[14]
- 27 de febrero: un misil alcanza una casa cerca de Kaloosha en Waziristán del Sur, Pakistán, matando a 12 personas, muchas de ellas militantes islámicos, e hiriendo a varias más. Un funcionario de seguridad paquistaní afirma que un vehículo aéreo no tripulado estadounidense que operaba sobre Afganistán disparó el misil.[15]
- 28 de febrero: Boston-Maine Airways, que opera como Pan Am Clipper Connection, cesa sus operaciones.

### Marzo
- La República Popular China convierte a la Administración de Aviación Civil de China en un componente del Ministerio de Transporte .
- 16 de marzo: Según informes, misiles disparados por vehículos aéreos no tripulados estadounidenses alcanzan la casa de un simpatizante talibán en Waziristán del Sur, matando al menos a 20 personas e hiriendo a siete, y otra casa cercana, matando a entre ocho y diez personas más.[16]
- 23 de marzo: cuando el barco factoría pesquero Alaska Ranger se hunde en el mar de Bering con 47 personas a bordo, dos helicópteros de la Guardia Costera de los Estados Unidos : un HH-60 Jayhawk de la isla de Saint Paul, Alaska, y un HH-65 Dolphin de alta resistencia. cortador USCGC Douglas Munro (WHEC-724) – fuertes ráfagas de nieve, un −24 °F (−31,1 °C) sensación térmica, 15 pies (4,6 m) mares, y  para rescatar a 20 de sus supervivientes, mientras que el buque factoría pesquero Alaska Warrior rescata a 22 más. La Guardia Costera de Estados Unidos considera que la operación es el mayor rescate en aguas frías de su historia.[17]
- 30 de marzo
  - Entra en vigor el Acuerdo de Cielos Abiertos UE-EE.UU. Permite a cualquier aerolínea de la Unión Europea (UE) y a cualquier aerolínea de Estados Unidos volar entre cualquier punto de la Unión Europea y cualquier punto de Estados Unidos. También permite a las aerolíneas de los Estados Unidos volar entre puntos de la Unión Europea, y a las aerolíneas de la Unión Europea volar entre los Estados Unidos y países no pertenecientes a la UE como Suiza.
  - Los pilotos de carreras británicos Richard Lloyd y David Leslie mueren junto con las otras tres personas a bordo cuando un Cessna 500 Citation I que Lloyd pilota se estrella contra casas en una zona residencial de Farnborough, Londres, poco después de despegar del aeropuerto Biggin Hill de Londres.[18]
- 31 de marzo: Aloha Airlines cesa sus operaciones y se declara en quiebra. Detiene todas las operaciones de pasajeros y transfiere todas sus operaciones de carga a Aloha Air Cargo.

### Abril
- 3 de abril
  - Un Antonov An-28 operado por Blue Wing Airlines se estrella cerca de Benzdorp en Surinam. Las 19 personas a bordo mueren.
  - ATA Airlines cesa operaciones por quiebra.
- 5 de abril: Skybus Airlines cesa sus operaciones, citando la mala economía y el aumento de los precios del combustible.
- 8 de abril: un Antonov An-26 operado por el 918.º Regimiento de Transporte Aéreo  la Fuerza Aérea Popular de Vietnam se estrella cerca de Hanoi. Las cinco personas a bordo mueren.
- 15 de abril – el vuelo 122 de Hewa Bora Airways, un McDonnell Douglas DC-9-30 con 94 personas a bordo, sufre un incendio en el motor durante el despegue en el aeropuerto internacional de Goma. Invadió la pista y se estrelló contra casas, tiendas y puestos de mercado en una zona residencial de Goma, matando a tres personas en el avión y a 37 personas en tierra. Otras 40 personas a bordo del avión y 71 personas en tierra resultan heridas.
- 20 de abril
  - Un vehículo aéreo no tripulado georgiano desarmado es derribado sobre Abjasia.[cita requerida] Las Naciones Unidas luego están de acuerdo con la afirmación  Georgia de que un caza ruso MiG-29 lo derribó, pero Rusia niega su participación.[19]
  - En un esfuerzo por recaudar fondos para una parada de descanso espiritual para camioneros en Paranaguá, Brasil, y para romper el récord existente de 19 horas para un vuelo suspendido por globos de helio, el sacerdote brasileño Adelir Antonio de Carli despega de Paranaguá para un vuelo tierra adentro a Dorados, más de 725 km (450,5 mi) al noroeste, suspendido bajo 1.000 globos de fiesta de colores brillantes. Elevándose a una altura de hasta 20 pies (6,1 m), es arrastrado hacia atrás sobre el Océano Atlántico y desaparece unas ocho horas después del despegue. Algunos de sus globos son encontrados flotando intactos en el mar dos días después, y su cuerpo será encontrado flotando en el Atlántico 700 km (435 mi) al noreste de Paranaguá cerca de Maricá, Brasil, el 4 de julio.[3][20]
- 26 de abril: durante un espectáculo aéreo en Kindel Air Field en las afueras de Eisenach, Alemania, un Zlín Z-37 Cmelak abandona la pista al despegar y se desvía hacia una multitud de espectadores, matando a una persona e hiriendo a diez.[21]
- 27 de abril: Eos Airlines en quiebra cesa sus operaciones.[22]

### Mayo
- 5 de mayo: ante un aumento espectacular de los precios del combustible para aviones, United Airlines se convierte en la primera aerolínea en cobrar a los pasajeros por una segunda maleta facturada. En el pasado, las aerolíneas permitían a los pasajeros facturar dos maletas sin coste adicional. Otras aerolíneas pronto se unirán a United para cobrar por una segunda maleta facturada.[23][24][25]
- 14 de mayo: un vehículo aéreo no tripulado estadounidense RQ-1 Predator dispara un misil contra una casa en Damadola, Pakistán, matando al líder de Al Qaeda, Abu Sulayman Al-Jazairi, y al menos a otras 15 personas.[26][27]
- 15 de mayo: Aloha Air Cargo comienza a operar como aerolínea independiente después de que Aloha Airlines dejó de operar.
- 21 de mayo: el avión de ataque J-22 Orao de la Fuerza Aérea Serbia con número de serie 25114 del 241.º Escuadrón de Aviación de Cazas-Bombarderos de la 98.ª Base Aérea se estrella cerca de Baranda, Serbia. El piloto, el mayor Tomas Janik, sale disparado antes de que el avión se estrelle.
- 30 mayo
  - En una reunión en Dublín se adopta la Convención sobre Municiones en Racimo, que prohíbe el uso, la transferencia y el almacenamiento de bombas en racimo por parte de los países signatarios. Entrará en vigor el 1 de agosto de 2010.
  - La aerolínea británica Silverjet, exclusivamente de clase ejecutiva, cesa sus operaciones. Fue la última aerolínea de clase ejecutiva en servicio.
  - El vuelo 390 de TACA, un Airbus A320-233, se sale de la pista al aterrizar en el Aeropuerto Internacional Toncontín de Tegucigalpa, Honduras, rueda hacia una calle, choca con varios automóviles y se estrella contra un terraplén. Tres personas en el avión – ellas el – nicaragüense Harry Brautigam– y dos en tierra mueren, y otras 65 personas resultan heridas.
- 31 de mayo: Champion Air cesa sus operaciones, citando los altos precios del combustible y la ineficiencia del combustible como las dos razones principales por las que cerrará.

### Junio
- Las aerolíneas españolas de bajo coste Clickair y Vueling anuncian que planean fusionarse.
- 2 de junio: Inicia operaciones Aeroméxico Travel, operado por Aeroméxico.
- 5 de junio: Se solicita y presenta la renuncia del Secretario de la Fuerza Aérea de los Estados Unidos, Michael Wynne, y del Jefe de Estado Mayor de la Fuerza Aérea de los Estados Unidos, general T. Michael Moseley, debido a un incidente con armas nucleares ocurrido en agosto de 2007 y otros incidentes.
- 10 de junio: el incendio devora el vuelo 109 de Sudan Airways, un Airbus A310-300 que transportaba a 214 personas, después de que se estrellara y se rompiera al aterrizar en el aeropuerto internacional de Jartum en Jartum, Sudán. Treinta de las personas a bordo mueren y seis están desaparecidos.
- 14 de junio – en un intento de matar al líder de Tehrik-i-Taliban Pakistán, Baitullah Mehsud, vehículos aéreos no tripulados estadounidenses disparan tres misiles contra una casa en Makeen, Waziristán del Sur, fallándolo pero matando al menos a una persona.[28]
- 26 de junio – un CASA C-212 de la Fuerza Aérea de Indonesia se estrella en el monte Salak (Indonesia), matando a las 18 personas a bordo.[29][30]

### Julio
- 3 de julio: Jat Airways establece las primeras conexiones aéreas comerciales entre Serbia y Croacia desde el estallido de las guerras yugoslavas en 1991.
- 9 de julio: cuatro aviones de combate rusos vuelan al espacio aéreo georgiano para disuadir a Georgia de realizar vuelos de reconocimiento sobre Osetia del Sur. Al día siguiente, las autoridades rusas emiten un comunicado oficial diciendo que el vuelo se realizó para impedir que Georgia lanzara una operación para liberar a cuatro soldados georgianos detenidos por las fuerzas separatistas en Osetia del Sur.[31]
- 11 de julio
  - United Airlines se convierte en la primera aerolínea en cobrar una tarifa por cualquier equipaje facturado, reemplazando la política que puso en vigor el 5 de mayo de permitir un equipaje facturado gratis y cobrar por un segundo equipaje facturado. American Airlines comienza a cobrar por todo el equipaje facturado dos días después, y otras aerolíneas importantes (excepto Southwest Airlines) rápidamente hacen lo mismo. Las tarifas por equipaje facturado se convirtieron en una importante fuente de ingresos para las aerolíneas, que habían enfrentado graves problemas económicos ante el rápido aumento de los precios del combustible para aviones. A principios de mayo, las aerolíneas tradicionalmente permitían a cada pasajero dos maletas facturadas gratis.[32][33]
- 13-19 de julio: se lleva a cabo el 18º Campeonato Mundial de Vuelo de Precisión FAI en Ried im Innkreis, Austria.
- 20-26 de julio: se lleva a cabo el 16º Campeonato Mundial de Vuelo de Rally FAI en Ried im Innkreis, Austria.
- 28 de julio: un ataque con misiles en Waziristán del Sur por parte de un vehículo aéreo no tripulado estadounidense mata al experto en armas químicas y biológicas de Al Qaeda, Midhat Mursi.[34]

### Septiembre
- 2 de septiembre: ExpressJet Airlines finaliza sus operaciones como aerolínea independiente.
- 3 de septiembre: fuerzas de operaciones especiales estadounidenses transportadas en helicópteros realizan la primera incursión estadounidense conocida en Pakistán, atacando a militantes islámicos en Waziristán del Sur. Los funcionarios paquistaníes informan que 20 paquistaníes mueren en el ataque.[35]
- 4 de septiembre: disparando desde Afganistán, un vehículo aéreo no tripulado estadounidense lleva a cabo un ataque con misiles contra un escondite de militantes islámicos en Char Khel en Waziristán del Norte, Pakistán, matando a cuatro personas.[36]
- 5 de septiembre: un ataque con misiles de un vehículo aéreo no tripulado estadounidense contra un grupo de casas en el sur de Afganistán mata a entre seis y 12 personas.[37]
- 8 de septiembre
  - Un ataque con misiles de un vehículo aéreo no tripulado estadounidense en Waziristán del Norte, Pakistán, mata a Abu Haris, el líder de Al Qaeda en Pakistán, mientras visitaba la casa de un comandante de la red Haqqani.[38]
  - Un vehículo aéreo no tripulado de la Fuerza Aérea de los Estados Unidos que apunta a Jalaluddin Haqqani y su hijo Sirajuddin Haqqani ataca una antigua madraza en Dande Darpa Khel, Waziristán del Norte, Pakistán. No están presentes, pero mueren otras 23 personas.[39][40]
- 12 de septiembre
  - Un vehículo aéreo no tripulado estadounidense lleva a cabo un ataque con misiles contra una casa alquilada por la organización Al-Badr en las afueras de Miranshah, Waziristán del Norte, Pakistán, matando a 12 personas e hiriendo a 14.
  - La aerolínea chárter británica XL Airways UK, filial del XL Leisure Group, cesa sus operaciones con efecto inmediato, debido al deterioro de su situación financiera. 90.000 británicos que están de vacaciones en el extranjero quedan varados. Había sido el tercer grupo de viajes combinados más grande del Reino Unido. XL Airways Francia y Alemania se venden y continúan sus operaciones.
- 14 de septiembre: el vuelo 821 de Aeroflot, operado por Aeroflot Nord, se estrella al acercarse al aeropuerto de Perm, matando a los 82 pasajeros y seis miembros de la tripulación. Tras el accidente y las preocupaciones sobre los procedimientos de seguridad, el director ejecutivo de Aeroflot, Valery Okulov, anuncia que Awefolfot despojará a Aeroflot-Nord del derecho a utilizar la marca Aeroflot y romperá todos los vínculos entre las empresas.
- 17 de septiembre: un ataque con un vehículo aéreo no tripulado estadounidense en Baghar Cheena, Waziristán del Sur, mata a cinco militantes islámicos, incluido el agente de Al Qaeda Abu Ubaidah al Tunisi.[41]
- 23 de septiembre
  - Un responsable de seguridad paquistaní afirma que un vehículo aéreo no tripulado (UAV) estadounidense ha sido derribado sobre Angoor Adda, en Waziristán del Sur, pero Estados Unidos niega haber perdido ningún UAV.[42]
  - Diez países miembros de la Organización del Tratado del Atlántico Norte (OTAN) ( Bulgaria, Estonia, Hungría, Lituania, Países Bajos, Noruega, Polonia, Rumania, Eslovenia y Estados Unidos) y dos países miembros de la Asociación para la Paz (Finlandia y Suecia) forman la Alianza Estratégica. El consorcio Airlift Capability reunirá recursos para operar aviones Boeing C-17 Globemaster III con fines de transporte aéreo estratégico conjunto. El consorcio recibirá su primer C-17 en julio de 2009.
- 26 de septiembre: saltando desde un helicóptero a una altitud de 8,2 pies (2,5 m) sobre Calais, Francia, Yves Rossy cruza el Canal de la Mancha con un único ala propulsada por un jet atada a su espalda, vistiendo solo un casco y un traje de vuelo para protección. Al alcanzar velocidades de más de 125 millas por hora (201,2 km/h), recorre 22 millas (35,4 km) vuelo a Inglaterra en 13 minutos, completándolo con una serie de bucles de celebración.[43]
- 30 de septiembre
  - La aerolínea filipina Asian Spirit anuncia su cambio de marca a Zest Airways.
  - Un vehículo aéreo no tripulado estadounidense ataca la casa de un líder talibán local paquistaní cerca de Mir Ali, Waziristán del Norte, matando al menos a seis personas e hiriendo a nueve.[44]
  - El Aeropuerto Internacional de Almaty en Almaty, Kazajstán, abre su segunda pista, la más larga de Asia Central. El primer avión que utilizará la nueva pista es un avión de línea Bmi que despegará hacia el aeropuerto de Heathrow en Londres.

### Octubre
- 1 de octubre
  - La Comisión Japonesa de Investigación de Accidentes de Aviación y Ferrocarriles se fusiona con la Agencia Japonesa de Investigación de Accidentes Marítimos para formar la Junta de Seguridad del Transporte de Japón, que pasa a ser responsable de investigar los accidentes de aviación en Japón.
  - La Fuerza Aérea de los Estados Unidos reactiva la Decimoséptima Fuerza Aérea para prestar servicio como componente del Comando África de los Estados Unidos. La Decimoséptima Fuerza Aérea había estado inactiva desde septiembre de 1996.
  - Se descubren los restos del Bellanca Super Decathlon del aventurero de la aviación estadounidense Steve Fossett, desaparecido durante un vuelo el 3 de septiembre de 2007 ; sus restos serán encontrados el 29 de octubre. Una investigación determina que se había estrellado contra un acantilado de granito 7 millas (11,3 km) de Mammoth Lakes, California, a una altitud de 10 pies (3 m).[18]
- 3 de octubre: un ataque con misiles lanzado por un vehículo aéreo no tripulado estadounidense contra una casa en Mohammed Khel, Waziristán del Norte, mata a 21 personas, muchas de ellas aparentemente militantes islámicos.
- 6 de octubre: Sun Country Airlines se acoge al Capítulo 11 de protección por quiebra por segunda vez.[45]
- 8 de octubre: el vuelo 103 de Yeti Airlines se estrella en la aproximación final al aeropuerto Tenzing-Hillary en Lukla, Nepal, matando a 18 de las 19 personas a bordo.
- 9 de octubre: un ataque con misiles lanzado por un vehículo aéreo no tripulado estadounidense contra una casa en las afueras de Miranshah, Waziristán del Norte, mata al menos a seis personas.[46]
- 11 de octubre: un vehículo aéreo no tripulado estadounidense realiza un ataque con misiles contra un complejo en Waziristán del Norte, matando a cinco personas e hiriendo a dos.
- 16 de octubre: un ataque con misiles lanzado por un vehículo aéreo no tripulado estadounidense contra Taparghai, Waziristán del Sur, mata al alto agente de Al Qaeda Khalid Habib y a otras tres personas.[47][48]
- 22 de octubre: un presunto misil estadounidense lanzado desde un vehículo aéreo no tripulado ataca una aldea cerca de Miranshah, Pakistán, aparentemente apuntando a Jalaluddin Haqqani, no lo alcanza pero mata a cuatro personas.[49]
- 23 de octubre: un misil disparado por un vehículo aéreo no tripulado estadounidense mata a siete estudiantes en una escuela religiosa en Dande Darpakhel, Waziristán del Norte.[50]
- 24 de octubre: el secretario de la Fuerza Aérea de los Estados Unidos, Michael Donley, anuncia la creación del Comando de Ataque Global de la Fuerza Aérea como un nuevo comando principal de la Fuerza Aérea de los Estados Unidos.
- 26 de octubre: un misil disparado por un vehículo aéreo no tripulado estadounidense destruye una casa en Mandatta, Waziristán del Sur, propiedad del alto líder talibán Mohammed Omar, matando a 20 personas.[50]
- 29 de octubre
  - Northwest Airlines se fusiona con Delta Air Lines.
  - Aerolíneas Peruanas inicia operaciones de vuelos.
- 31 de octubre
  - Un ataque con misiles lanzado por uno o más vehículos aéreos no tripulados estadounidenses destruye una casa en Wana, Waziristán del Sur, matando a siete personas, entre ellas seis militantes islámicos.
  - Cuatro misiles disparados por vehículos aéreos no tripulados estadounidenses matan a 20 personas en Waziristán del Norte, Pakistán, incluido el agente de Al Qaeda Mohammad Hasan Khalil al-Hakim, muerto en un ataque a su coche.[51]

### Noviembre
- Durante el mes, se establece el Comité Internacional sobre choques con aves para coordinar la información sobre choques con aves entre países.[52]
- 7 de noviembre: cuatro misiles disparados por uno o más vehículos aéreos no tripulados estadounidenses alcanzan un campo de entrenamiento de Al Qaeda en Kumsham, Waziristán del Norte, matando hasta 14 personas.[53]
- 14 de noviembre: un ataque con misiles de un vehículo aéreo no tripulado estadounidense cerca de Miranshah, Waziristán del Norte, mata a 12 personas.[54]
- 19 de noviembre: el agente de Al-Qaeda Abdullah Azam al-Saudi se encuentra entre las cinco personas que murieron en un ataque con misiles lanzado por uno o más vehículos aéreos no tripulados estadounidenses en el distrito Bannu de Khyber Pakhtunkhwa, Pakistán.[55]
- 22 de noviembre: un ataque con misiles lanzado por un vehículo aéreo no tripulado estadounidense contra una casa en Ali Khel, en las afueras de Miranshah, Waziristán del Norte, mata a los agentes de Al Qaeda Rashid Rauf y Abu Zubair al-Masri y a otras tres personas.[56]
- 29 de noviembre: un ataque con misiles lanzado por un vehículo aéreo no tripulado estadounidense contra una aldea cerca de Miranshah, Waziristán del Norte, Pakistán, mata a tres personas.[57]

### Diciembre
- 11 de diciembre: un misil disparado por un vehículo aéreo no tripulado estadounidense alcanza una casa en una madraza en Azam Warzak, Waziristán del Sur, matando a siete militantes islámicos.[58]
- 15 de diciembre: un ataque con misiles lanzado por un vehículo aéreo no tripulado estadounidense contra una casa en Tapi Tool, Waziristán del Norte, mata a dos personas.
- 20 de diciembre: después de escuchar un golpe o un traqueteo cerca del final de su recorrido de despegue en el Aeropuerto Internacional de Denver en Denver, Colorado, la tripulación del vuelo 1404 de Continental Airlines, un Boeing 737-524 con 115 personas a bordo, aborta su despegue. El avión se sale de la pista y se estrella. No hay víctimas mortales, pero 38 personas a bordo resultan heridas, dos de ellas de gravedad, y el avión queda fuera de servicio.
- 22 de diciembre: un ataque con misiles lanzado por un vehículo aéreo no tripulado estadounidense en Waziristán del Sur mata al menos a ocho personas.[59]

## El accidente más mortal del año
El accidente en donde hubo más fallecidos en el año fue el del vuelo 5022 de Spanair, un McDonnell Douglas MD-82 que se estrelló mientras la aeronave despegaba en el Aeropuerto de Madrid-Barajas, España, el 20 de agosto,  de ese año, matando a 154 personas y ocasionando heridas a otras 18.